# Cyrtodactylus stresemanni
Cyrtodactylus stresemanni là một loài thằn lằn trong họ Gekkonidae. Loài này được Rösler & Glaw mô tả khoa học đầu tiên năm 2008.